# Phytosidérophore
Les phytosidérophores (PS) sont des molécules de type ligand (ou chélateurs) sécrétées  dans la rhizosphère par certaines espèces de plantes de la famille des Poaceae (graminées) en situation de carence en fer, et dont la fonction est de permettre l'assimilation du fer sous forme de complexes fer-phytosidérophore ou ferrisidérophores. 
Des exemples typiques de phytosidérophores sont les acides muginéiques, la nicotianamine et l'acide avénique.
Ces molécules jouent aussi un rôle dans l'acquisition d'autres métaux, tels que le zinc, mais aussi le cuivre (Cu) et le manganèse (Mn), en cas de carence en ces éléments, si bien que certains auteurs les qualifient de « phytométallophores ».  
L'augmentation de la biosynthèse et de la sécrétion des phytosidérophores est l'un des deux types de réponse (appelé Stratégie II) identifiés dans le monde végétal face à une carence en fer. L'autre type de réponse (ou Stratégie I), qui concerne toutes les espèces végétales à l'exception des graminées, consiste en la synthèse d'une réductase liée à la membrane plasmique avec une augmentation de l'excrétion nette de protons. Souvent, la libération de réducteurs/chélateurs est également plus élevée.
Étymologie« phytosidérophore » est un calque d'un terme anglais « phytosiderophore », lui-même formé des racines grecques suivantes :  φυτόν, phutón (plante), σίδηρος, sídēros (fer) et  -φορος, -phoros, dérivé de φέρειν, phérein (porter).

## Caractéristiques
Les phytosidérophores sont des acides aminés non-protéiques, principalement l'acide muginéique et ses dérivés : acide avénique, acide 3-hydroxymuginéique et acide distichonique. 
Ces molécules ont toutes une structure semblable. Elles possèdent six groupes fonctionnels et se lient au ions ferriques selon un mode hexadenté, par trois groupes carboxyles (-COOH), deux atomes d'azote et un groupe hydroxyle (-OH).  
La nicotianamine, précurseur de l'acide muginéique, n'a qu'un atome d'azote et probablement pour cette raison se lie seulement avec les ions ferreux (Fe++) et non pas avec les ions ferriques. 

## Fonctions
1. Les phytosidérophores (PS) sont des molécules à forte affinité pour les ions ferriques Fe+++ qu'ils contribuent à extraire des minéraux du sol et à solubiliser.
2. Les chélates de fer sont très solubles et stables dans une vaste gamme de pH.
3. Ils ont une grande importance pour le transport du zinc (Zn) et du fer (Fe) dans le sol et l'acquisition de ces ions métalliques par les plantes.
4. Les phytosidérophores-zinc (PS-Zn) ont une structure similaire à celle des phytosidérophores-fer (PS-Fe) et un mécanisme de régulation similaire pour leur biosynthèse et leur libération dans les situations de carence en zinc et en fer.
5. Une plante libère des PS en quantités supérieures quelques heures après le début d'une période d'éclairement. En cas d'obscurité ou d'éclairement continus, le taux de libération des PS est plus faible.
6. La production de PS augmente fortement trois heures après le début d'une période d'éclairement et diminue progressivement par la suite[3].